# Birgit Jerschabek
Birgit Jerschabek (Ludwigslust, 17 mei 1969) is een atleet uit Duitsland.
Op de Olympische Zomerspelen van Barcelona in 1992 liep Jerschabek de marathon. Ze finishte als vijftiende.
Ook nam Jerschabek deel aan de wereldkampioenschappen halve marathon, onder andere in 1992 en 1998.
In 1992 en 1993 won Jerschabek de Marathon van Hannover, in 1997 werd ze tweede.
In 1995 won ze de Marathon van Lissabon, haar tijd was tot 2014 de snelst gelopen tijd.
- World Athletics: 14278208